# Heteropogon stonei
Heteropogon stonei är en tvåvingeart som beskrevs av Wilcox 1965. Heteropogon stonei ingår i släktet Heteropogon och familjen rovflugor. Inga underarter finns listade i Catalogue of Life.